# SkyLoop XT 150
SkyLoop XT 150 ist die Bezeichnung eines Stahlachterbahnmodells des Herstellers Maurer Rides, welche erstmals 2004 ausgeliefert wurde. Der Prototyp ist die im bayerischen Allgäu Skyline Park stehende Sky Wheel.
Es kommen einzelne Züge mit zwei Wagen zum Einsatz, wobei jeder Wagen Platz für sechs Personen (drei Reihen à zwei Personen) bietet.
Der chinesische Hersteller Beijing Shibaolai Amusement Equipment (China-SBL) stellt seit 2012 unter dem Namen Magic Roller Coaster eine vergleichbare Anlage her.

## Fahrtablauf
Der Zug wird aus der Station heraus auf den 46 m hohen, vertikalen Kettenlifthill hochgezogen. Oben angekommen schließt sich der gleich hohe Sky-Loop an. Der Zug durchfährt diesen Sky-Loop, dessen Ausfahrt sich an die Station anschließt. Der Zug durchfährt somit diese Station mit der Höchstgeschwindigkeit von 105 km/h und fährt den Lifthill wieder hoch. Er wird dort aber nicht mehr wieder nach oben gezogen, sondern fährt die Strecke wieder rückwärts hinab und durch die Station durch; wieder in den Sky-Loop hinein. Aufgrund der verminderten Geschwindigkeit schafft der Zug es nicht mehr bis zur Spitze und fährt die Strecke wieder vorwärts hinab. Wieder auf dem Lifthill angekommen wird der Zug dort zum Halt gebracht. Je nach Fahrmodi wird hier der Zug wieder nach oben gezogen, um eine weitere Runde zu drehen oder wird rückwärts den Lifthill hinab gelassen um in der Station zum Stehen zu kommen.

## Standorte
| Achterbahn                  | Betreiber                               | Land                | Hersteller | Eröffnung                            | Schließung       |
| --------------------------- | --------------------------------------- | ------------------- | ---------- | ------------------------------------ | ---------------- |
| Clouds of Fairyland         | Joyland                                 | Volksrepublik China | Maurer     | 5. August 2011                       |                  |
| Cross Magic Ring            | Dragon Valley Theme Park                | Volksrepublik China | China-SBL  | 2021                                 |                  |
| Heart of Angels             | Fuhua Amusement Park                    | Volksrepublik China | China-SBL  | 2020                                 |                  |
| Hidden Anaconda             | Happy Valley (Wuhan)                    | Volksrepublik China | Maurer     | 29. April 2012                       |                  |
| Magic Loop Roller Coaster   | Altai Amusement Park                    | Volksrepublik China | China-SBL  | 2015                                 | 2020 oder 2021   |
| Magic-Loop Roller Coaster   | Wenzhou Paradise                        | Volksrepublik China | China-SBL  | 2020 oder 2021                       |                  |
| Magic Ring Roller Coaster   | Floraland Continent Park                | Volksrepublik China | China-SBL  | 2015                                 |                  |
| Magic Ring Speed Racing     | Oriental Neverland - Coldplay Kingdom   | Volksrepublik China | China-SBL  | August 2019                          |                  |
| Magic Ring Vertical Coaster | Chuanlord Holiday Manor                 | Volksrepublik China | China-SBL  | 31. Oktober 2013                     |                  |
| Magic Roller Coaster        | Taihang Happy Valley                    | Volksrepublik China | China-SBL  | Juni 2019                            |                  |
| Öksökö Öfkesi               | Wonderland Eurasia                      | Türkei              | China-SBL  | nicht eröffnet                       |                  |
| Project Zero BuzzSaw        | Gumbuya World Dreamworld                | Australien          | Maurer     | 23. Dezember 2022 17. September 2011 | 31. August 2021  |
| Sky Wheel                   | Skyline Park                            | Deutschland         | Maurer     | Oktober 2004                         |                  |
| Terror Twister              | Fantawild Adventure                     | Volksrepublik China | Maurer     | 1. Oktober 2012                      |                  |
| Terror Twister              | Fantawild Dreamland (Xiamen)            | Volksrepublik China | Maurer     | 19. Mai 2015                         |                  |
| Terror Twister              | Nantong Adventure Land                  | Volksrepublik China | Maurer     | 29. April 2013                       |                  |
| Ukko                        | Linnanmäki                              | Finnland            | Maurer     | 27. Mai 2011                         |                  |
| X Coaster                   | Magic Springs Theme and Water Park      | Vereinigte Staaten  | Maurer     | 27. Mai 2006                         |                  |
| unbekannter Name            | HiDream Indoor Theme Park               | Volksrepublik China | China-SBL  | 18. Mai 2018                         | 2020 oder früher |
| unbekannter Name            | Nandaihe International Amusement Center | Volksrepublik China | China-SBL  | 2023                                 |                  |
| unbekannter Name            | Visionland                              | Volksrepublik China | China-SBL  | 18. Januar 2020                      |                  |